# Minerva (mythologie)
Minerva was een belangrijke godin in het oude Rome. De naam van deze godin duidt haar aan als een echt Italische godheid. De invloed van de godsdienst van de Etrusken, die hun godin Menrva noemden, heeft zich echter reeds in zeer oude tijden bij de gebruiken, die op haar verering betrekking hebben, krachtig doen gelden. Minerva of Menerva is een personificatie van de goddelijke macht van het verstand, van de vindingrijkheid, van de menselijke geest en van de wijsheid. Als voorwerpen heeft ze een uil en een wapenrusting. Daarnaast staat haar betekenis als de beschermster van de burchten van de steden, zoals de Sabijnen haar vereerden, en de opvatting van de Etrusken, die haar zowel beschouwden als de godin, die de bliksem neerslingert, als haar erkenden als de uitvindster van al wat nuttig en aangenaam is voor het menselijk leven. Vooral de uitvinding van de fluit werd haar door hen toegeschreven.
Griekse invloed heeft zich daarenboven krachtig op de begrippen die de Romeinen aan Minerva hechtten en doen gelden: zij werd reeds vroeg vereenzelvigd met de Griekse Pallas Athena en werd zowel als krijgshaftige als vredelievende godin door de Romeinen vereerd. Deze laatste karaktertrek is evenwel langzamerhand geheel en al op de voorgrond getreden.
Minerva had in Rome verschillende tempels, die in hoog aanzien stonden. Vooreerst had zij deel aan de tempel op het Capitool, waar haar beeld geplaatst was ter rechterzijde van dat van (haar vader) Jupiter en zij een eigen kapel in de tempel van Tempel van Jupiter Optimus Maximus had. Ze behoorde dan ook tot de Capitolijnse godentrias. Verder waren er ter ere van haar heiligdommen gesticht, zowel op de Aventijnse heuvel als op de mons Coelius. Aan haar was in de maand maart en in de maand juni de 19de dag gewijd. Dan werd een feest ter ere van haar gevierd, de Quinquatrus genaamd. Vooral het in maart gevierde feest, de grote Quinquatrus, behoorde onder de feesten, die bij het Romeinse volk in hoog aanzien stonden. Door een verkeerde uitleg van de naam van het feest gaf men daaraan later een duur van vijf dagen, waarvan de eerste gewijd was aan Minerva als godin van kunst en van de vrede, terwijl men haar op de volgende dagen als godin van de oorlog vereerde. Die eerste dag, die oorspronkelijk de enige feestdag was, werd door de schooljeugd en hun leermeesters gevierd, maar ook door de vrouwen, die de vaardigheid in hun handwerken aan Minerva hadden te danken, ook door de kunstenaars, de schilders en de beeldhouwers, die haar bescherming niet konden ontberen. Alle handwerkslieden namen aan dit feest op vrolijke wijze deel, de volders, de schoenmakers, de timmerlieden en ook de artsen, die uit Griekenland naar Rome gekomen waren en daar hun kunst en met hun kunst de dienst van Minerva Medica hadden ingevoerd.
De in juni gevierde kleine Quinquatrus werden vooral door het gilde van de fluitspelers gevierd, die Minerva als hun bijzondere beschermgodin vereerden en op die dag van staatswege werden onthaald. Toen men hun in het jaar 312 v.Chr. het recht op dat onthaal wilde betwisten, verlieten zij de stad, doch daar er te veel omstandigheden in het leven van de Romeinen voorkwamen waarbij men hun hulp nodig had, werden zij op listige wijze weer naar Rome gelokt en hun aanspraak om op 19 juni de godin op staatskosten te huldigen, werd voortaan niet meer betwist.
Meer en meer trad evenwel het begrip dat aan de Griekse Pallas Athena was gehecht, ook in de Romeinse godsdienst op de voorgrond. Pompeius stichtte voor haar na zijn tochten in het Oosten een tempel, waarin hij een lijst plaatste van zijn overwinningen.
Toen Cicero als banneling Rome moest verlaten, wijdde hij het beeld van Minerva dat hij in zijn woning had, op het Capitool als custos urbis, d.i. opdat zij stad en staat mocht behoeden. Deze godin komt dus geheel overeen met de Griekse Athena Polias. Onder de keizers waren er verscheidene, die ernaar streefden van hun verering van de godin door het stichten van tempels te doen blijken, zoals Augustus en Domitianus. De laatste richtte voor haar een nieuwe tempel op in de plaats van een andere, die door brand te gronde was gegaan, en tevens een kapel, een atrium Minervae, bij de nieuwe curia (senaatsgebouw), waar zij als de godin van het verstand haar zetel moest opslaan. Zij werd bovenal de godin van de senaat, zodat zelfs ook in Constantinopel haar beeld vóór de vergaderzaal van dat lichaam geplaatst was.
Het beeld van Minerva was geheel gelijk aan dat van de Griekse Pallas. Ook te Rome beweerde men een Palladium te hebben, dat evenals alle andere gold voor het Trojaanse en een onderpand heette van goddelijke zegen. Het werd bewaard in de tempel van Vesta. Omstreeks het einde van de Eerste Punische Oorlog brandde die tempel af. Toen werd het gered door de pontifex maximus Lucius Caecilius Metellus, die door de aanblik van het beeld met blindheid werd geslagen.

## Galerij

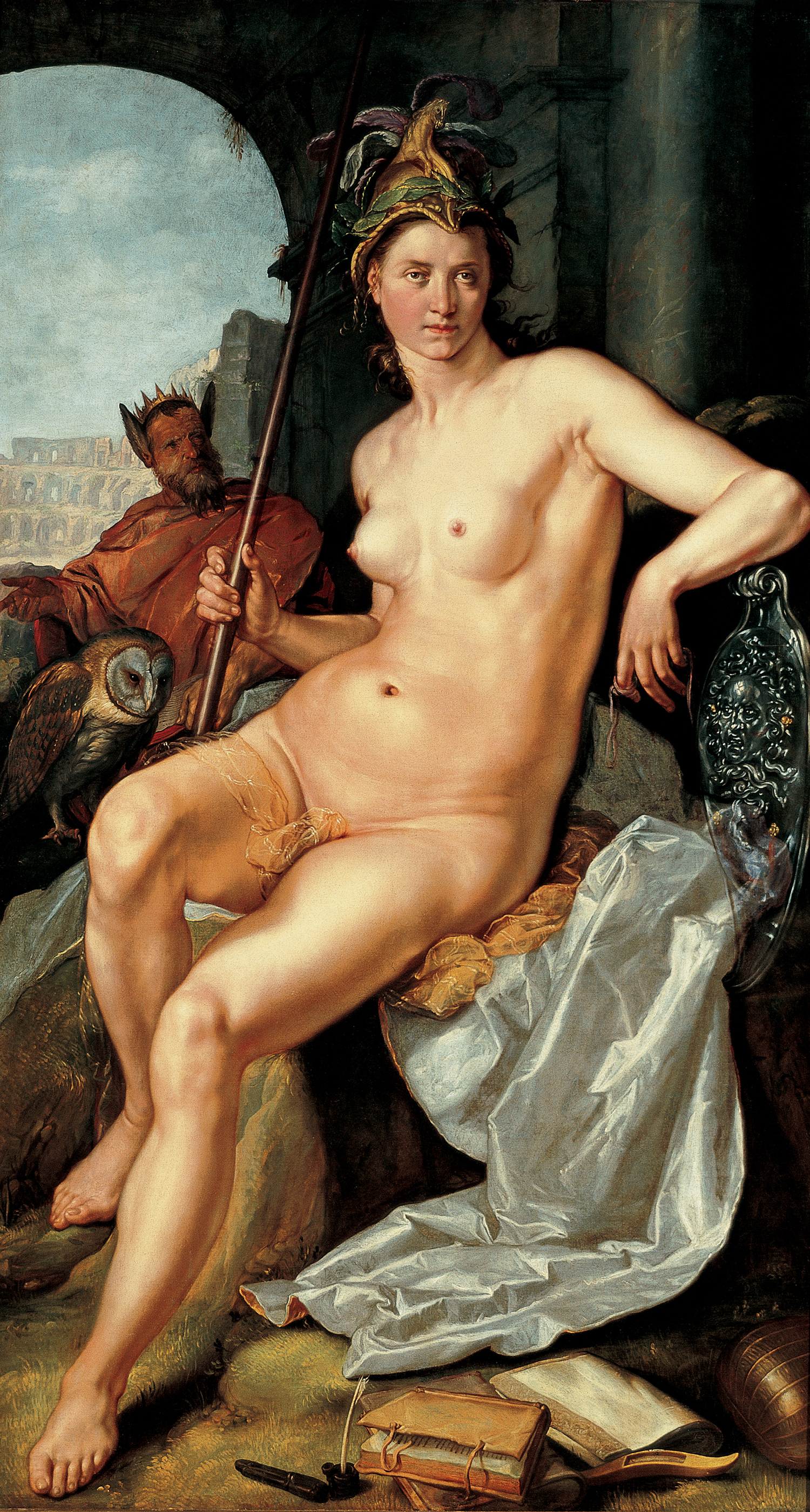
Hendrick Goltzius, Minerva
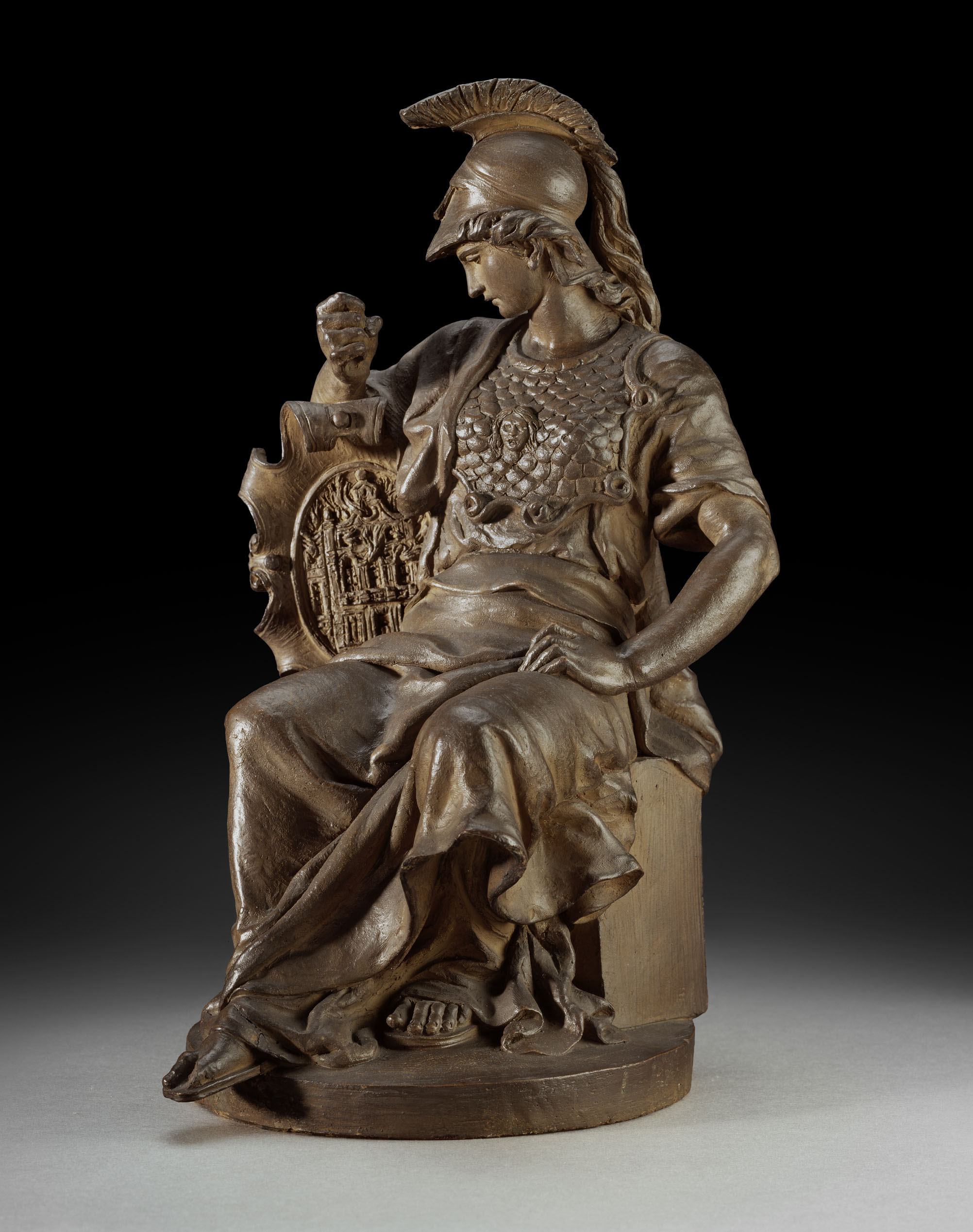
Jan Frans Deckers, Gehelmde Minerva (collectie Koning Boudewijnstichting)
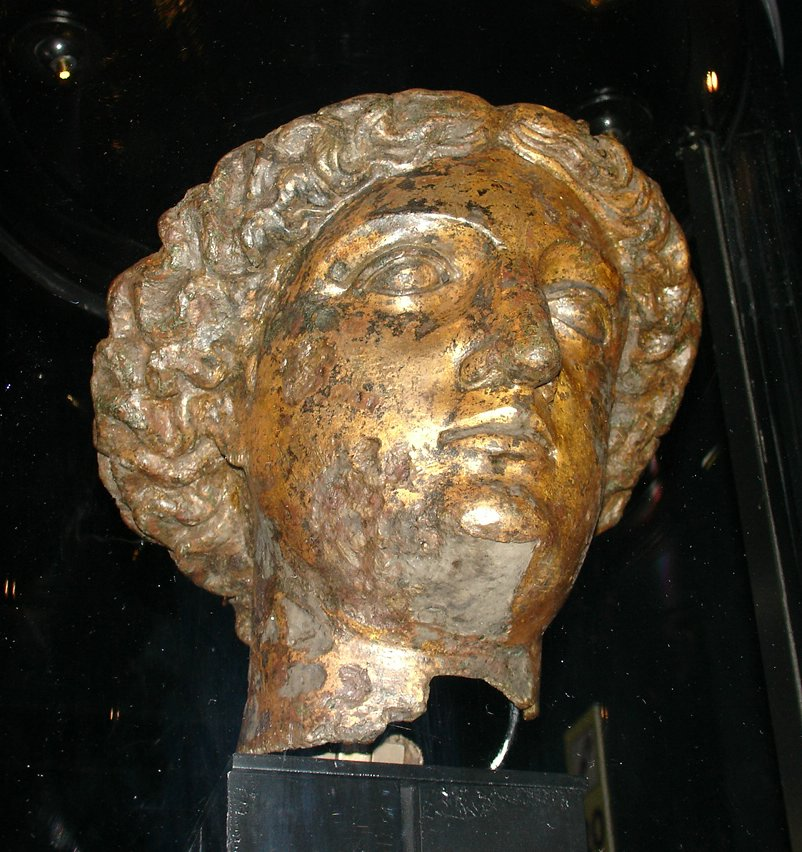
Hoofd van Sulis Minerva (thermen van Bath)
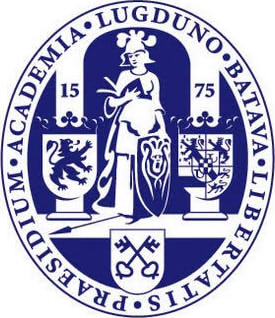
De Universiteit Leiden gebruikt een afbeelding van Minerva in haar embleem

## Referentie
- T.T. Kroon, art. Minerva, in T.T. Kroon, Mythologisch Woordenboek, 's-Gravenhage, 1875.